# 利澤利亞 (密西西比州)
利澤利亞（英語：Lizelia）是位於美國密西西比州勞德代爾縣的非建制地區。

## 歷史
利澤利亞的郵局於1886年設立，其後於1911年停運。

## 地理
利澤利亞所處的海拔為高於海平面89米（即292英呎），而該地所採用的時區為UTC-6，即北美中部時區（CST）。同時該地設有夏令時間，為UTC-6調快一小時，即UTC-5（CDT）。